# Anarchisme non violent

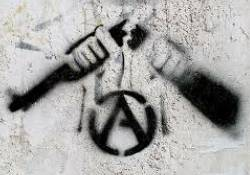
Le fusil brisé, symbole du pacifisme libertaire.

 (octobre 2017).
L'anarchisme non violent, anarcho-pacifisme ou pacifisme libertaire est une philosophie et un courant politique qui prône l'établissement d'une société anarchiste sans recourir à des moyens violents. Elle fonctionne par l'écoute et le respect de toutes les personnes présentes dans la société, le choix de la non-utilisation de la violence, le respect de l’éthique, et une place importante est faite à l’empathie, à la compassion, et à l'acceptation inconditionnelle de l’autre.
Selon elle, partant du constat que la violence est le fondement du pouvoir, l'utilisation de la violence par un anarchiste revient précisément à légitimer le principe qu'il combat. Si l'anarchiste est contre le pouvoir, comment peut-il lui-même l'utiliser pour arriver à ses fins ? Le raisonnement anarchiste non-violent s'appuie sur l'affirmation que la fin ne justifie pas les moyens.

## Auteurs
- Pierre-Joseph Proudhon (1809-1865)
- Anselme Bellegarrigue (1813-1890)
- Léon Tolstoï (1828–1910)
- Ferdinand Domela Nieuwenhuis (1846-1919)
- Gustav Landauer (1870–1919)
- Barthélemy de Ligt (1883-1938)
- Eugen Relgis (1895-1987)
- Hem Day (1902-1969)
- Jean Van Lierde (1926-2006)

## Revue
Une revue dénommée Anarchisme et non-violence a paru de 1965 à 1973 en France. Trente-et-un « Cahiers d'études trimestriels » ont été réalisés par une équipe d'une trentaine de personnes, issue de la Fédération anarchiste, dont le plus âgé était Hem Day. Outre ce dernier, le groupe comprenait également André Bernard, Marianne Enckell, Jean Coulardeau (condamné pour refus de conscription pendant la guerre d'Algérie) et l'objecteur de conscience Jean-François Pressicaud (lesquels diffusaient également le journal Survivre, fondé par le mathématicien Alexandre Grothendieck, à Nantes). Hem Day, André Bernard, Coulardeau et Grothendieck étaient tous en contact avec le groupe Action civique non-violente.
La plate-forme rédigée collectivement par l'équipe initiale dit, entre autres, ceci : « Les méthodes non violentes paraissent être le moyen d’action le plus conforme aux théories anarchistes ; elles constituent une force qui permet d’éviter les conséquences autoritaires de la violence ».